# Puchar Luksemburga w piłce siatkowej mężczyzn (2021/2022)
Puchar Luksemburga w piłce siatkowej mężczyzn 2021/2022 (oficjalnie: Loterie Nationale Coupe de Luxembourg 2021/2022) – 56. sezon rozgrywek o siatkarski Puchar Luksemburga zorganizowany przez Luksemburski Związek Piłki Siatkowej (Fédération Luxembourgeoise de Volleyball, FLVB). Zainaugurowany został 29 października 2021 roku. Brały w nim udział kluby z Novotel-Ligue, Division 1 i Division 2.
Rozgrywki składały się z 1/8 finału, ćwierćfinałów oraz turnieju finałowego. We wszystkich rundach rywalizacja toczyła się systemem pucharowym, a o awansie decydowało jedno spotkanie.
Turniej finałowy odbył się w dniach 25-26 marca 2022 roku w hali sportowej (hall des sports) w Lorentzweiler. W ramach turnieju finałowego odbyły się półfinały i finał. Po raz czternasty Puchar Luksemburga zdobył VC Stroossen, który w finale pokonał klub Volley Bartreng.

## System rozgrywek
Rozgrywki o Puchar Luksemburga w sezonie 2021/2022 składały się z 1/8 finału, ćwierćfinałów oraz turnieju finałowego, w ramach którego odbyły się półfinały i finał. Nie był grany mecz o 3. miejsce. Przed każdą rundą przeprowadzane było losowanie wyłaniające pary meczowe. We wszystkich rundach rywalizacja toczyła się w systemie pucharowym, a o awansie decydowało jedno spotkanie.

## Drużyny uczestniczące
| Novotel-Ligue (8 drużyn) | Novotel-Ligue (8 drużyn) |
| ------------------------ | ------------------------ |
| CHEV Diekirch            | półfinał                 |
| Escher VBC               | ćwierćfinał              |
| VB Echternach            | ćwierćfinał              |
| VC Belair                | 1/8 finału               |
| VC Fentange              | ćwierćfinał              |
| VC Lorentzweiler         | 1/8 finału               |
| VC Stroossen             | zwycięstwo               |
| Volley Bartreng          | finał                    |

| Division 1 (1 drużyna) | Division 1 (1 drużyna) |
| ---------------------- | ---------------------- |
| VB Amber-Lënster       | 1/8 finału             |
| Division 2 (3 drużyny) |                        |
| RSR Walfer             | 1/8 finału             |
| VC Bissen              | półfinał               |
| VC Steinfort           | ćwierćfinał            |

## Rozgrywki

### 1/8 finału
| 06.11.2021 18:30 (UTC+1) | RSR Walfer | 0:3 (15:25, 17:25, 15:25) | VB Echternach | Hall omnisports Prince Henri, Walferdange Sędziowie: Angelo Palmirotta i Ulrike Filbig-Steinhaus |

| 06.11.2021 17:00 (UTC+1) | Volley Bartreng | 3:1 (23:25, 25:23, 25:20, 25:20) | VC Lorentzweiler | Hall polyvalent, Bertrange Sędziowie: Bogdan Birca i Mexx Braas |

| 29.10.2021 20:30 (UTC+1) | VC Belair | 0:3 (18:25, 20:25, 21:25) | VC Stroossen | Hall sportif Belair, Luksemburg Sędziowie: Raoul Jungers i Gildas Sagot |

| 06.11.2021 16:00 (UTC+1) | VB Amber-Lënster | 1:3 (15:25, 18:25, 25:20, 17:25) | VC Fentange | Centre sportif Op Fréinen, Junglinster Sędziowie: Jinyuan Wang i Romain Hoffmann |

Wolny los: CHEV Diekirch, Escher VBC, VC Bissen, VC Steinfort

### Ćwierćfinały
| 27.02.2022 19:00 (UTC+1) | Volley Bartreng | 3:1 (25:21, 25:16, 17:25, 25:12) | VC Fentange | Centre sportif Niki Bettendorf, Bertrange |

| 26.02.2022 19:00 (UTC+1) | CHEV Diekirch | 3:0 (25:19, 26:24, 25:16) | Escher VBC | Hall omnisports, Diekirch |

| 27.02.2022 19:00 (UTC+1) | VC Bissen | 3:0 (25:21, 25:15, 25:22) | VC Steinfort | Hall sportif, Bissen |

| 26.02.2022 18:30 (UTC+1) | VB Echternach | 0:3 (7:25, 12:25, 14:25) | VC Stroossen | Hall sportif, Waldbillig |

### Turniej finałowy

#### Półfinały
| 25.03.2022 18:30 (UTC+1) | VC Bissen | 0:3 (8:25, 10:25, 11:25) | VC Stroossen | Hall des sports, Lorentzweiler |

| 25.03.2022 20:30 (UTC+1) | CHEV Diekirch | 2:3 (26:24, 25:18, 19:25, 22:25, 12:15) | Volley Bartreng | Hall des sports, Lorentzweiler |

#### Finał
| 26.03.2022 19:30 (UTC+1) | VC Stroossen | 3:0 (25:19, 25:12, 25:20) | Volley Bartreng | Hall des sports, Lorentzweiler |